# 442 î.Hr.
Anul 442 î.Hr. a fost un an de dinaintea Calendarului Iulian. La acea vreme era cunoscut ca Anul Consulatului lui Vibulanus și a lui Helba (sau, mai rar, anul 312 Ab Urbe condita). Numerotarea acestui an ca 442 î.Hr. a fost folosită încă din perioada medievală, când era medievală Era Noastră a devenit metoda principală de numerotare a anilor în Europa.

## Evenimente

### După loc

#### Grecia
- Ca rezultat al înfrângerii sale în fața lui Pericle, Tucidides este exilat pentru 10 ani. Pericle continuă să rămâna neînfrânt în democrația ateniană. Sub comanda sa, Atena este la apogeu. Pericle promovează dezvoltarea puterii navale. La inițiativa sa, Atena trimite 1.000 de cleroți (coloniști) în Gallipoli, 500 în Naxos, 250 în Andros și 1000 în Tracia.

#### Birmania
- În acest an are loc ultima explozie a Muntelui Popa, din Myanmar.[1]

### După subiect

#### Literatură

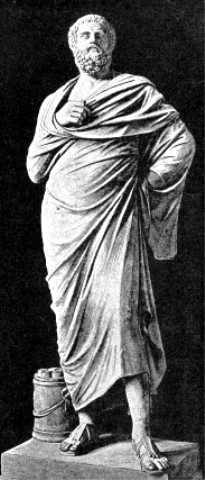
Sofocle

- Sofocle scrie tragedia Antigona, prima carte a trilogiei sale tebane, care mai include Oedip rege și Oedip la Colonos.

## Nașteri
- Kyniska, prințesă spartană și campion olimpic (d. ?)

## Decese
- Zhou zhen ding wang, regele Dinastiei Zhou, China (n. ?)